# Wojciech Kossak
Wojciech Kossak (31. prosince 1857, Paříž – 29. července 1942, Krakov) byl polský malíř. Patřil do proslavené umělecké rodiny. Byl synem malíře Juliusze Kossaka, otcem malíře Jerzyho Kossaka, básnířky Marie Pawlikowské-Jasnorzewské a spisovatelky Magdaleny Samozwaniecové a strýcem Zofie Kossak-Szczucké.

## Biografie
Studoval v Varšavě, Mnichově a Paříži. Od roku 1916 působil jako profesor výtvarné akademie ve Varšavě. Jeho tvorba se utvářela pod vlivem otce a rodinného přítele malíře Józefa Brandta. Maloval velmi populární obrazy historické a bitevní (hlavně z napoleonských válek a Listopadového povstání). Byl proslulým portrétistou, tvořil ale i žánrové obrázky. Proslulé jsou jeho malby koní. Z jeho maleb vyzařuje lehkost rychlé tvorby, která později přešla do rutiny. V letech (1895–1902) žil Wojciech Kossak v Berlíně. Byl spolutvůrcem několika panoramat, včetně nejslavnějšího Racławického panoramatu, které je jako stálá expozice vystaveno v samostatné rotundě v polské Vratislavi (Wrocław). 

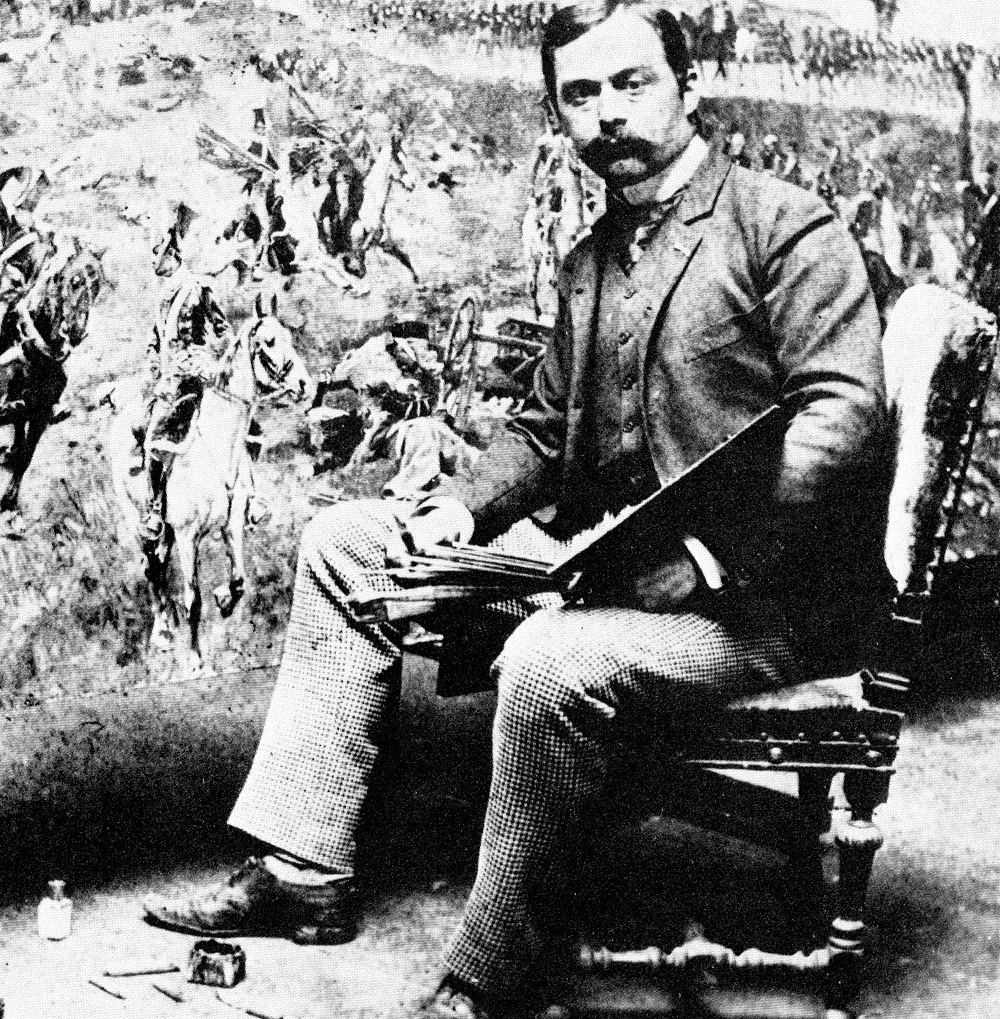
Wojciech Kossak

Wojciech Kossak také patřil k průkopníkům automobilismu v Polsku.

## Dílo

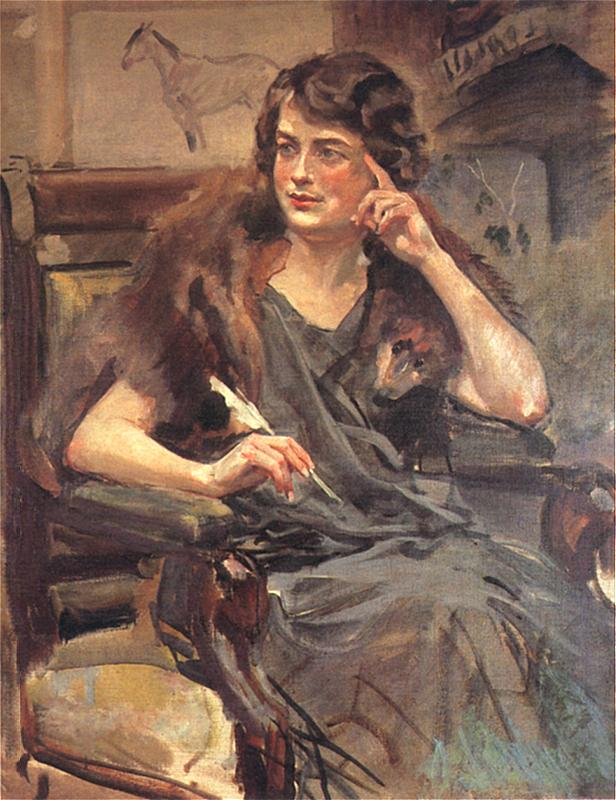
Magdalena Samozwaniec
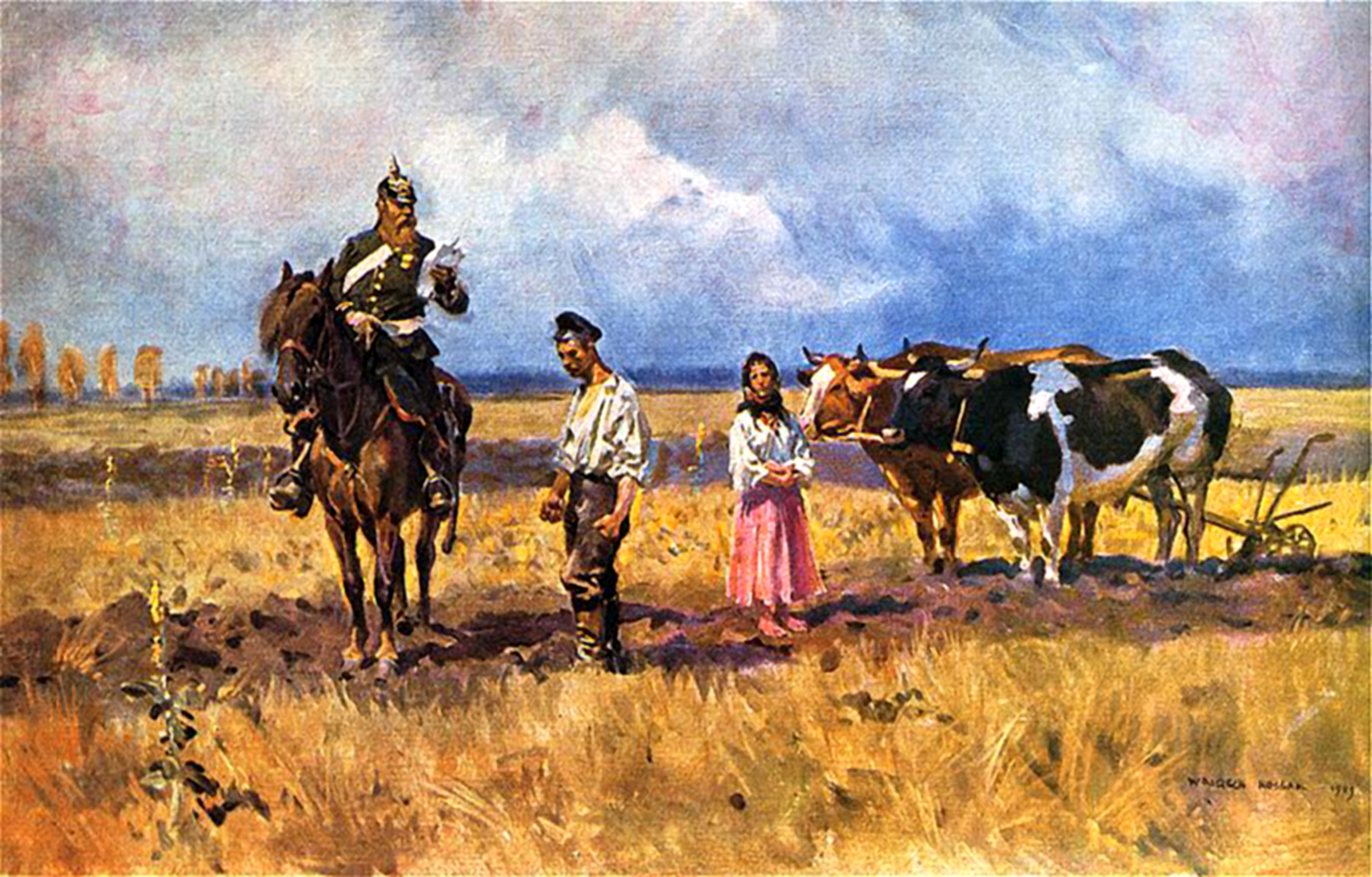
Rugi pruskie, 1909
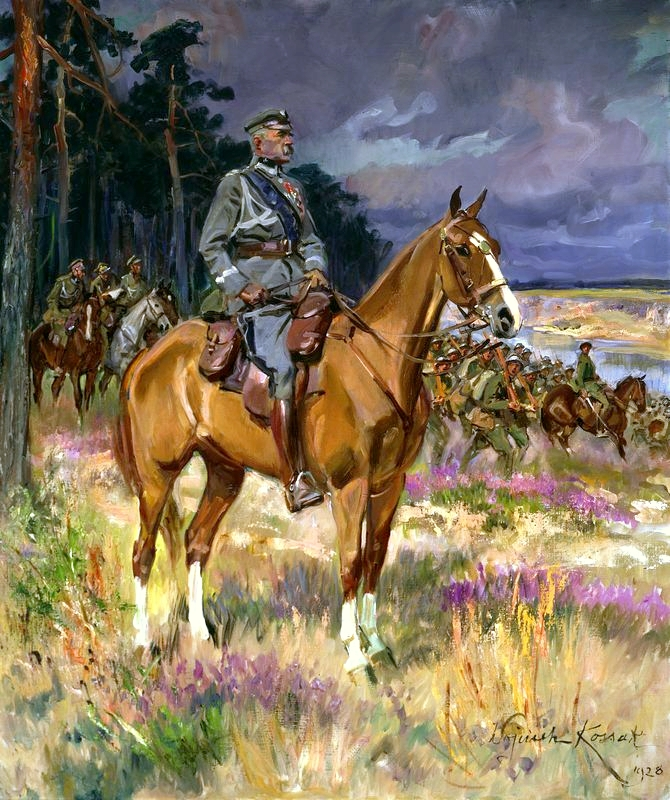
Józef Piłsudski
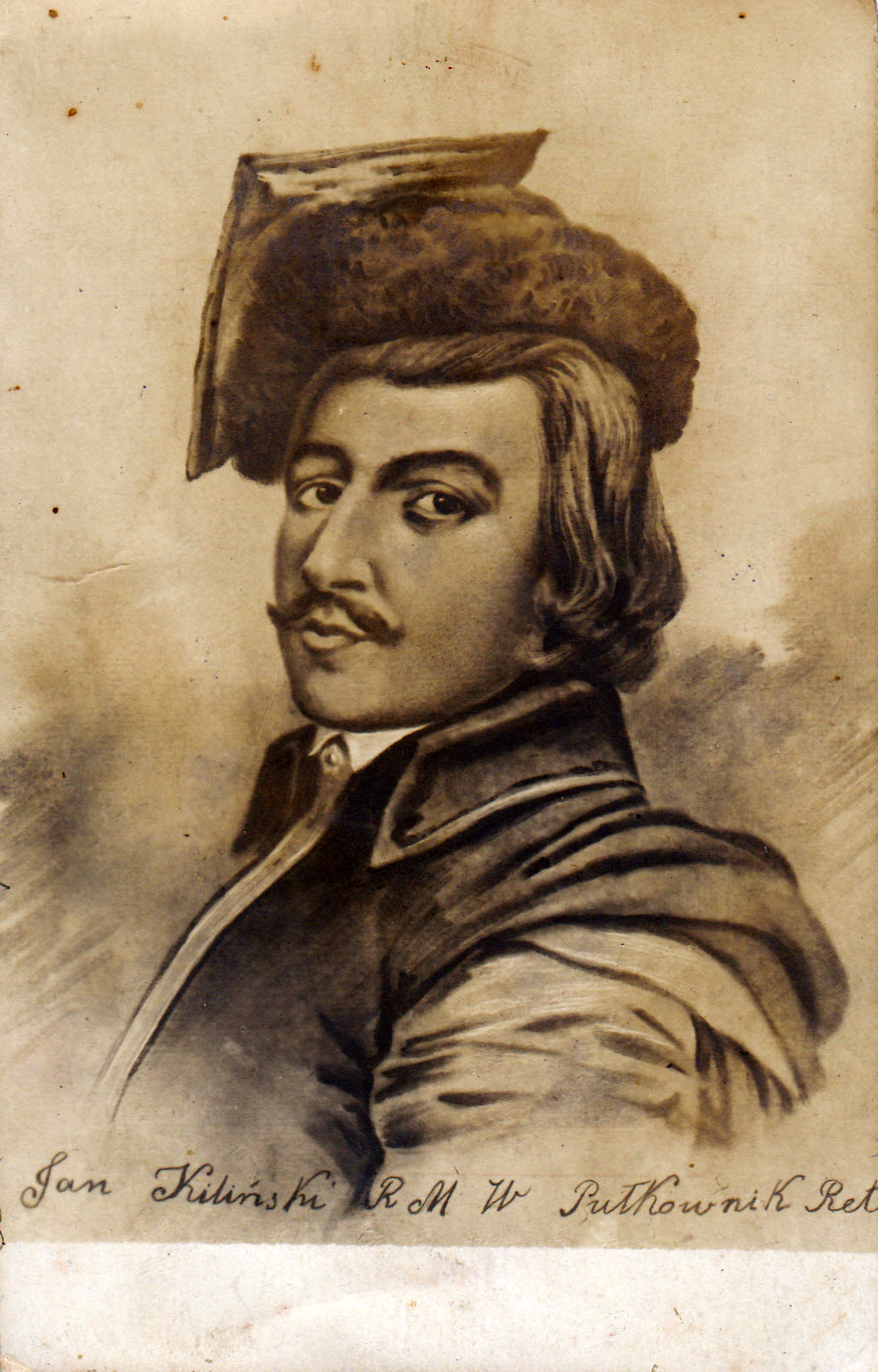
Jan Kiliński (vede Varšavou zajatce z bitvy u Raclawic, 1794)